# Ficus oleracea
Ficus oleracea är en mullbärsväxtart som beskrevs av Edred John Henry Corner. Ficus oleracea ingår i släktet fikonsläktet, och familjen mullbärsväxter. Inga underarter finns listade i Catalogue of Life.